# 1478
Portal Geschichte | Portal Biografien | Aktuelle Ereignisse | Jahreskalender | Tagesartikel

◄ |
14. Jahrhundert |
15. Jahrhundert
| 16. Jahrhundert | ►

◄ |
1440er |
1450er |
1460er |
1470er
| 1480er | 1490er | 1500er | ►

◄◄ |
◄ |
1474 |
1475 |
1476 |
1477 |
1478
| 1479 | 1480 | 1481 | 1482 | ► | ►►
Staatsoberhäupter  · Nekrolog
| Januar | Januar | Januar | Januar | Januar | Januar | Januar | Januar |
| Kw     | Mo     | Di     | Mi     | Do     | Fr     | Sa     | So     |
| ------ | ------ | ------ | ------ | ------ | ------ | ------ | ------ |
| 1      |        |        |        | 1      | 2      | 3      | 4      |
| 2      | 5      | 6      | 7      | 8      | 9      | 10     | 11     |
| 3      | 12     | 13     | 14     | 15     | 16     | 17     | 18     |
| 4      | 19     | 20     | 21     | 22     | 23     | 24     | 25     |
| 5      | 26     | 27     | 28     | 29     | 30     | 31     |        |

| Februar | Februar | Februar | Februar | Februar | Februar | Februar | Februar |
| Kw      | Mo      | Di      | Mi      | Do      | Fr      | Sa      | So      |
| ------- | ------- | ------- | ------- | ------- | ------- | ------- | ------- |
| 5       |         |         |         |         |         |         | 1       |
| 6       | 2       | 3       | 4       | 5       | 6       | 7       | 8       |
| 7       | 9       | 10      | 11      | 12      | 13      | 14      | 15      |
| 8       | 16      | 17      | 18      | 19      | 20      | 21      | 22      |
| 9       | 23      | 24      | 25      | 26      | 27      | 28      |         |

| März | März | März | März | März | März | März | März |
| Kw   | Mo   | Di   | Mi   | Do   | Fr   | Sa   | So   |
| ---- | ---- | ---- | ---- | ---- | ---- | ---- | ---- |
| 9    |      |      |      |      |      |      | 1    |
| 10   | 2    | 3    | 4    | 5    | 6    | 7    | 8    |
| 11   | 9    | 10   | 11   | 12   | 13   | 14   | 15   |
| 12   | 16   | 17   | 18   | 19   | 20   | 21   | 22   |
| 13   | 23   | 24   | 25   | 26   | 27   | 28   | 29   |
| 14   | 30   | 31   |      |      |      |      |      |

| April | April | April | April | April | April | April | April |
| Kw    | Mo    | Di    | Mi    | Do    | Fr    | Sa    | So    |
| ----- | ----- | ----- | ----- | ----- | ----- | ----- | ----- |
| 14    |       |       | 1     | 2     | 3     | 4     | 5     |
| 15    | 6     | 7     | 8     | 9     | 10    | 11    | 12    |
| 16    | 13    | 14    | 15    | 16    | 17    | 18    | 19    |
| 17    | 20    | 21    | 22    | 23    | 24    | 25    | 26    |
| 18    | 27    | 28    | 29    | 30    |       |       |       |

| Mai | Mai | Mai | Mai | Mai | Mai | Mai | Mai |
| Kw  | Mo  | Di  | Mi  | Do  | Fr  | Sa  | So  |
| --- | --- | --- | --- | --- | --- | --- | --- |
| 18  |     |     |     |     | 1   | 2   | 3   |
| 19  | 4   | 5   | 6   | 7   | 8   | 9   | 10  |
| 20  | 11  | 12  | 13  | 14  | 15  | 16  | 17  |
| 21  | 18  | 19  | 20  | 21  | 22  | 23  | 24  |
| 22  | 25  | 26  | 27  | 28  | 29  | 30  | 31  |

| Juni | Juni | Juni | Juni | Juni | Juni | Juni | Juni |
| Kw   | Mo   | Di   | Mi   | Do   | Fr   | Sa   | So   |
| ---- | ---- | ---- | ---- | ---- | ---- | ---- | ---- |
| 23   | 1    | 2    | 3    | 4    | 5    | 6    | 7    |
| 24   | 8    | 9    | 10   | 11   | 12   | 13   | 14   |
| 25   | 15   | 16   | 17   | 18   | 19   | 20   | 21   |
| 26   | 22   | 23   | 24   | 25   | 26   | 27   | 28   |
| 27   | 29   | 30   |      |      |      |      |      |

| Juli | Juli | Juli | Juli | Juli | Juli | Juli | Juli |
| Kw   | Mo   | Di   | Mi   | Do   | Fr   | Sa   | So   |
| ---- | ---- | ---- | ---- | ---- | ---- | ---- | ---- |
| 27   |      |      | 1    | 2    | 3    | 4    | 5    |
| 28   | 6    | 7    | 8    | 9    | 10   | 11   | 12   |
| 29   | 13   | 14   | 15   | 16   | 17   | 18   | 19   |
| 30   | 20   | 21   | 22   | 23   | 24   | 25   | 26   |
| 31   | 27   | 28   | 29   | 30   | 31   |      |      |

| August | August | August | August | August | August | August | August |
| Kw     | Mo     | Di     | Mi     | Do     | Fr     | Sa     | So     |
| ------ | ------ | ------ | ------ | ------ | ------ | ------ | ------ |
| 31     |        |        |        |        |        | 1      | 2      |
| 32     | 3      | 4      | 5      | 6      | 7      | 8      | 9      |
| 33     | 10     | 11     | 12     | 13     | 14     | 15     | 16     |
| 34     | 17     | 18     | 19     | 20     | 21     | 22     | 23     |
| 35     | 24     | 25     | 26     | 27     | 28     | 29     | 30     |
| 36     | 31     |        |        |        |        |        |        |

| September | September | September | September | September | September | September | September |
| Kw        | Mo        | Di        | Mi        | Do        | Fr        | Sa        | So        |
| --------- | --------- | --------- | --------- | --------- | --------- | --------- | --------- |
| 36        |           | 1         | 2         | 3         | 4         | 5         | 6         |
| 37        | 7         | 8         | 9         | 10        | 11        | 12        | 13        |
| 38        | 14        | 15        | 16        | 17        | 18        | 19        | 20        |
| 39        | 21        | 22        | 23        | 24        | 25        | 26        | 27        |
| 40        | 28        | 29        | 30        |           |           |           |           |

| Oktober | Oktober | Oktober | Oktober | Oktober | Oktober | Oktober | Oktober |
| Kw      | Mo      | Di      | Mi      | Do      | Fr      | Sa      | So      |
| ------- | ------- | ------- | ------- | ------- | ------- | ------- | ------- |
| 40      |         |         |         | 1       | 2       | 3       | 4       |
| 41      | 5       | 6       | 7       | 8       | 9       | 10      | 11      |
| 42      | 12      | 13      | 14      | 15      | 16      | 17      | 18      |
| 43      | 19      | 20      | 21      | 22      | 23      | 24      | 25      |
| 44      | 26      | 27      | 28      | 29      | 30      | 31      |         |

| November | November | November | November | November | November | November | November |
| Kw       | Mo       | Di       | Mi       | Do       | Fr       | Sa       | So       |
| -------- | -------- | -------- | -------- | -------- | -------- | -------- | -------- |
| 44       |          |          |          |          |          |          | 1        |
| 45       | 2        | 3        | 4        | 5        | 6        | 7        | 8        |
| 46       | 9        | 10       | 11       | 12       | 13       | 14       | 15       |
| 47       | 16       | 17       | 18       | 19       | 20       | 21       | 22       |
| 48       | 23       | 24       | 25       | 26       | 27       | 28       | 29       |
| 49       | 30       |          |          |          |          |          |          |

| Dezember | Dezember | Dezember | Dezember | Dezember | Dezember | Dezember | Dezember |
| Kw       | Mo       | Di       | Mi       | Do       | Fr       | Sa       | So       |
| -------- | -------- | -------- | -------- | -------- | -------- | -------- | -------- |
| 49       |          | 1        | 2        | 3        | 4        | 5        | 6        |
| 50       | 7        | 8        | 9        | 10       | 11       | 12       | 13       |
| 51       | 14       | 15       | 16       | 17       | 18       | 19       | 20       |
| 52       | 21       | 22       | 23       | 24       | 25       | 26       | 27       |
| 53       | 28       | 29       | 30       | 31       |          |          |          |

| Januar | Januar | Januar | Januar | Januar | Januar | Januar | Januar |
| Kw     | Mo     | Di     | Mi     | Do     | Fr     | Sa     | So     |
| ------ | ------ | ------ | ------ | ------ | ------ | ------ | ------ |
| 1      |        |        |        | 1      | 2      | 3      | 4      |
| 2      | 5      | 6      | 7      | 8      | 9      | 10     | 11     |
| 3      | 12     | 13     | 14     | 15     | 16     | 17     | 18     |
| 4      | 19     | 20     | 21     | 22     | 23     | 24     | 25     |
| 5      | 26     | 27     | 28     | 29     | 30     | 31     |        |

| Februar | Februar | Februar | Februar | Februar | Februar | Februar | Februar |
| Kw      | Mo      | Di      | Mi      | Do      | Fr      | Sa      | So      |
| ------- | ------- | ------- | ------- | ------- | ------- | ------- | ------- |
| 5       |         |         |         |         |         |         | 1       |
| 6       | 2       | 3       | 4       | 5       | 6       | 7       | 8       |
| 7       | 9       | 10      | 11      | 12      | 13      | 14      | 15      |
| 8       | 16      | 17      | 18      | 19      | 20      | 21      | 22      |
| 9       | 23      | 24      | 25      | 26      | 27      | 28      |         |

| März | März | März | März | März | März | März | März |
| Kw   | Mo   | Di   | Mi   | Do   | Fr   | Sa   | So   |
| ---- | ---- | ---- | ---- | ---- | ---- | ---- | ---- |
| 9    |      |      |      |      |      |      | 1    |
| 10   | 2    | 3    | 4    | 5    | 6    | 7    | 8    |
| 11   | 9    | 10   | 11   | 12   | 13   | 14   | 15   |
| 12   | 16   | 17   | 18   | 19   | 20   | 21   | 22   |
| 13   | 23   | 24   | 25   | 26   | 27   | 28   | 29   |
| 14   | 30   | 31   |      |      |      |      |      |

| April | April | April | April | April | April | April | April |
| Kw    | Mo    | Di    | Mi    | Do    | Fr    | Sa    | So    |
| ----- | ----- | ----- | ----- | ----- | ----- | ----- | ----- |
| 14    |       |       | 1     | 2     | 3     | 4     | 5     |
| 15    | 6     | 7     | 8     | 9     | 10    | 11    | 12    |
| 16    | 13    | 14    | 15    | 16    | 17    | 18    | 19    |
| 17    | 20    | 21    | 22    | 23    | 24    | 25    | 26    |
| 18    | 27    | 28    | 29    | 30    |       |       |       |

| Mai | Mai | Mai | Mai | Mai | Mai | Mai | Mai |
| Kw  | Mo  | Di  | Mi  | Do  | Fr  | Sa  | So  |
| --- | --- | --- | --- | --- | --- | --- | --- |
| 18  |     |     |     |     | 1   | 2   | 3   |
| 19  | 4   | 5   | 6   | 7   | 8   | 9   | 10  |
| 20  | 11  | 12  | 13  | 14  | 15  | 16  | 17  |
| 21  | 18  | 19  | 20  | 21  | 22  | 23  | 24  |
| 22  | 25  | 26  | 27  | 28  | 29  | 30  | 31  |

| Juni | Juni | Juni | Juni | Juni | Juni | Juni | Juni |
| Kw   | Mo   | Di   | Mi   | Do   | Fr   | Sa   | So   |
| ---- | ---- | ---- | ---- | ---- | ---- | ---- | ---- |
| 23   | 1    | 2    | 3    | 4    | 5    | 6    | 7    |
| 24   | 8    | 9    | 10   | 11   | 12   | 13   | 14   |
| 25   | 15   | 16   | 17   | 18   | 19   | 20   | 21   |
| 26   | 22   | 23   | 24   | 25   | 26   | 27   | 28   |
| 27   | 29   | 30   |      |      |      |      |      |

| Juli | Juli | Juli | Juli | Juli | Juli | Juli | Juli |
| Kw   | Mo   | Di   | Mi   | Do   | Fr   | Sa   | So   |
| ---- | ---- | ---- | ---- | ---- | ---- | ---- | ---- |
| 27   |      |      | 1    | 2    | 3    | 4    | 5    |
| 28   | 6    | 7    | 8    | 9    | 10   | 11   | 12   |
| 29   | 13   | 14   | 15   | 16   | 17   | 18   | 19   |
| 30   | 20   | 21   | 22   | 23   | 24   | 25   | 26   |
| 31   | 27   | 28   | 29   | 30   | 31   |      |      |

| August | August | August | August | August | August | August | August |
| Kw     | Mo     | Di     | Mi     | Do     | Fr     | Sa     | So     |
| ------ | ------ | ------ | ------ | ------ | ------ | ------ | ------ |
| 31     |        |        |        |        |        | 1      | 2      |
| 32     | 3      | 4      | 5      | 6      | 7      | 8      | 9      |
| 33     | 10     | 11     | 12     | 13     | 14     | 15     | 16     |
| 34     | 17     | 18     | 19     | 20     | 21     | 22     | 23     |
| 35     | 24     | 25     | 26     | 27     | 28     | 29     | 30     |
| 36     | 31     |        |        |        |        |        |        |

| September | September | September | September | September | September | September | September |
| Kw        | Mo        | Di        | Mi        | Do        | Fr        | Sa        | So        |
| --------- | --------- | --------- | --------- | --------- | --------- | --------- | --------- |
| 36        |           | 1         | 2         | 3         | 4         | 5         | 6         |
| 37        | 7         | 8         | 9         | 10        | 11        | 12        | 13        |
| 38        | 14        | 15        | 16        | 17        | 18        | 19        | 20        |
| 39        | 21        | 22        | 23        | 24        | 25        | 26        | 27        |
| 40        | 28        | 29        | 30        |           |           |           |           |

| Oktober | Oktober | Oktober | Oktober | Oktober | Oktober | Oktober | Oktober |
| Kw      | Mo      | Di      | Mi      | Do      | Fr      | Sa      | So      |
| ------- | ------- | ------- | ------- | ------- | ------- | ------- | ------- |
| 40      |         |         |         | 1       | 2       | 3       | 4       |
| 41      | 5       | 6       | 7       | 8       | 9       | 10      | 11      |
| 42      | 12      | 13      | 14      | 15      | 16      | 17      | 18      |
| 43      | 19      | 20      | 21      | 22      | 23      | 24      | 25      |
| 44      | 26      | 27      | 28      | 29      | 30      | 31      |         |

| November | November | November | November | November | November | November | November |
| Kw       | Mo       | Di       | Mi       | Do       | Fr       | Sa       | So       |
| -------- | -------- | -------- | -------- | -------- | -------- | -------- | -------- |
| 44       |          |          |          |          |          |          | 1        |
| 45       | 2        | 3        | 4        | 5        | 6        | 7        | 8        |
| 46       | 9        | 10       | 11       | 12       | 13       | 14       | 15       |
| 47       | 16       | 17       | 18       | 19       | 20       | 21       | 22       |
| 48       | 23       | 24       | 25       | 26       | 27       | 28       | 29       |
| 49       | 30       |          |          |          |          |          |          |

| Dezember | Dezember | Dezember | Dezember | Dezember | Dezember | Dezember | Dezember |
| Kw       | Mo       | Di       | Mi       | Do       | Fr       | Sa       | So       |
| -------- | -------- | -------- | -------- | -------- | -------- | -------- | -------- |
| 49       |          | 1        | 2        | 3        | 4        | 5        | 6        |
| 50       | 7        | 8        | 9        | 10       | 11       | 12       | 13       |
| 51       | 14       | 15       | 16       | 17       | 18       | 19       | 20       |
| 52       | 21       | 22       | 23       | 24       | 25       | 26       | 27       |
| 53       | 28       | 29       | 30       | 31       |          |          |          |

## Ereignisse

### Politik und Weltgeschehen

#### Die Pazzi-Verschwörung in Florenz
Mit der Pazzi-Verschwörung des Florentiner Adels soll die herrschende Familie Medici durch die Ermordung ihres Oberhaupts Lorenzo il Magnifico und seines Bruders und Mitregenten Giuliano di Piero de’ Medici als De-facto-Regenten der Toskana entmachtet werden. Sie sollen durch Francesco de’ Pazzi und Girolamo Riario, einen Neffen von Papst Sixtus IV., ersetzt werden. Das Attentat scheitert, Giuliano fällt dem Anschlag am Ostersonntag, dem 26. April, während des Hochamts im Dom Santa Maria del Fiore zum Opfer, doch Lorenzo entkommt verletzt. Die wütenden Florentiner töten daraufhin die Verschwörer, die sie ergreifen können. Jacopo de’ Pazzi wird aus einem Fenster gestoßen, nackt durch die Straßen der Stadt gestoßen und in den Arno geworfen. Der Familie Pazzi werden ihre Florentiner Besitzungen weggenommen, jede Spur ihres Namens getilgt. Mitverschwörer Francesco Salviati, obwohl Erzbischof, wird an den Mauern des Palazzo della Signoria gehängt. Lorenzo gelingt es, Kardinal Raffaele Riario, einen Neffen des Papstes, der fast sicher mit der Verschwörung nichts zu tun hatte, zu retten, ebenso wie zwei Verwandte der Verschwörer. Die entkommenen Beteiligten werden durch ganz Italien gejagt. Einem der Hauptattentäter, Bernardo Bandini Baroncelli, gelingt jedoch die Flucht bis Konstantinopel.
Florenz wird vom Papst wegen der Tötung des Erzbischofs unter Interdictum gestellt, so dass das Lesen der Messe und die Kommunion verboten ist. Sixtus verpflichtet den traditionellen militärischen Arm des Papstes, den König von Neapel, Ferdinand I., Florenz anzugreifen. Da er keine Hilfe von seinen üblichen Verbündeten, Bologna und Mailand, erhält, ist Lorenzo gezwungen, sich mit geschickter Diplomatie über den Tag zu retten. Er segelt nach Neapel und begibt sich in die Gewalt Ferdinands, der ihn drei Monate gefangen hält, bevor er ihn mit Geschenken freilässt.

#### Weitere Ereignisse im Heiligen Römischen Reich

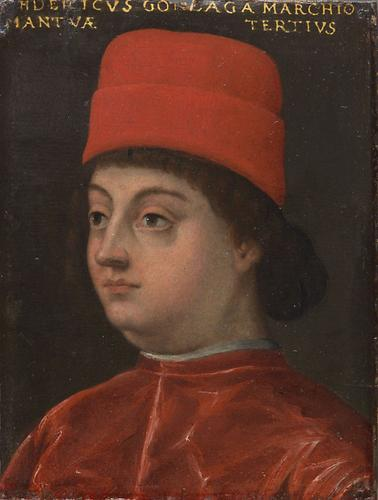
Federico I. Gonzaga

- 12./14. Juni: Zwei Tage nach dem Tod von Luigi III. Gonzaga wird sein Sohn Federico I. Gonzaga Markgraf von Mantua. Da jedoch das Luigis Testament verschwunden ist, muss Federico seinen Brüdern Gianfrancesco und Rodolfo einige Gebiete der Markgrafschaft abtreten.
- 25. Juni: Großer Bauernaufstand im Herzogtum Kärnten / Österreich. Etwa sechshundert Bauern stellen sich den osmanischen Reitern (Akıncı) bei Arnoldstein entgegen und unterliegen.
- 28. Dezember: Im Rahmen der Ennetbirgischen Feldzüge kommt es zur Schlacht bei Giornico. Zusammen etwa 600 Urner und Einheimische können ein mehrere tausend Mann umfassendes Mailänder Heer in die Flucht schlagen. Die Leventina wird danach dauerhaft vom Kanton Uri aus regiert.

#### Republik Venedig

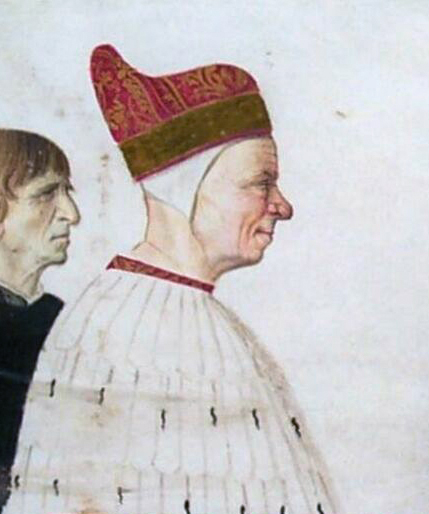
Andrea Vendramin

- 6. Mai: Andrea Vendramin, 71. Doge der Republik Venedig, stirbt. Zu seinem Nachfolger wird Giovanni Mocenigo gewählt. Venedig befindet sich zu diesem Zeitpunkt in einem langwierigen Krieg mit dem Osmanischen Reich.

#### Osteuropa
Die Republik Nowgorod wird nach längerer Belagerung der Hauptstadt vom Großfürstentum Moskau besiegt und an dieses angeschlossen. Damit endet die Tradition des Wetsche in der Stadt.
Im gleichen Jahr verwendet Großfürst Iwan III. ungekrönt erstmals den Titel Zar.

#### England
Nachdem er zum wiederholten Mal gegen seinen Bruder Edward IV. konspiriert hat, wird George Plantagenet, 1. Duke of Clarence, wegen Hochverrats angeklagt, zum Tode verurteilt und am 18. Februar im Tower of London – angeblich auf seinen Wunsch durch Ertränken in einem Fass mit Malvasierwein – hingerichtet.

#### Spanische Kolonien
- Hernán Peraza wird Feudalherr auf der zu Kastilien gehörenden Kanareninsel La Gomera.
- Im Sommer schickt Königin Isabella I. Truppen unter der Führung von Juan Rejón, Juan de Frías, dem Bischof der Kanarischen Inseln und Juan Bermudez nach Gran Canaria. Ein königliches Schreiben vom 12. Mai weist die Hauptleute der Eroberung ausdrücklich an, die Inseln, die unter der Herrschaft der Familie Peraza stehen, zu meiden. Trotzdem kommt Juan Rejón in die Bucht von Arrecife auf der Insel Lanzarote, um Versorgungsgüter für seine Truppe zu beschaffen. Als Rejón mit etwa zehn Leuten an Land gehen will, tritt Hernán Peraza ihm mit etwa 30 Leuten entgegen. Daraufhin zieht Rejón sich zurück und das Schiff verlässt die Gewässer von Lanzarote.

#### Afrika
- 8. November: Nach dem Tod von negus Ba’eda Mariam wird in aller Eile sein siebenjähriger Sohn Eskandar auf den äthiopischen Thron gesetzt. Die Regentschaft wird von seiner Mutter Romne und zwei weiteren Regenten geführt.

#### Asien
- 6. Januar: Uzun Hasan, Herrscher der turkmenischen Aq Qoyunlu, stirbt an einer Krankheit. Nachfolger wird sein Sohn Yakup Bey.

### Wirtschaft
- Die Brauerei Hönig in Tiefenellern wird gegründet.

### Kultur

Blick auf das Holstentor von Westen

Das äußere Holstentor, ein Stadttor, das die Altstadt der Hansestadt Lübeck nach Westen begrenzt, wird fertiggestellt. Das spätgotische Gebäude ist Teil der Lübecker Stadtbefestigung. Es löst das Innere Holstentor, das zur Sicherung der Stadt nicht mehr als ausreichend angesehen wurde. 
Nach der Pazzi-Verschwörung malt Sandro Botticelli um 1478 das Porträt des Giuliano de’ Medici in drei Versionen. Alle drei Gemälde sind auf Holz mit Temperafarben gemalt, also Farbaufstrichen, deren Bindemittel aus einer Mischung von wässrigen und nicht wässrigen Substanzen besteht, die durch einen Emulgator zusammengehalten werden.

### Religion
- 1. November: Papst Sixtus IV. genehmigt die Gründung der Inquisition im Königreich Kastilien. Seine päpstliche Bulle Exigit sincerae devotionis wird Ausgangsbasis für die spanische Inquisition.

### Katastrophen
Ein Stadtbrand zerstört die Stadt Jüterbog. Sie wird danach durch den Magdeburger Erzbischof Ernst erweitert und aufwendig neu aufgebaut.

## Historische Karten und Ansichten

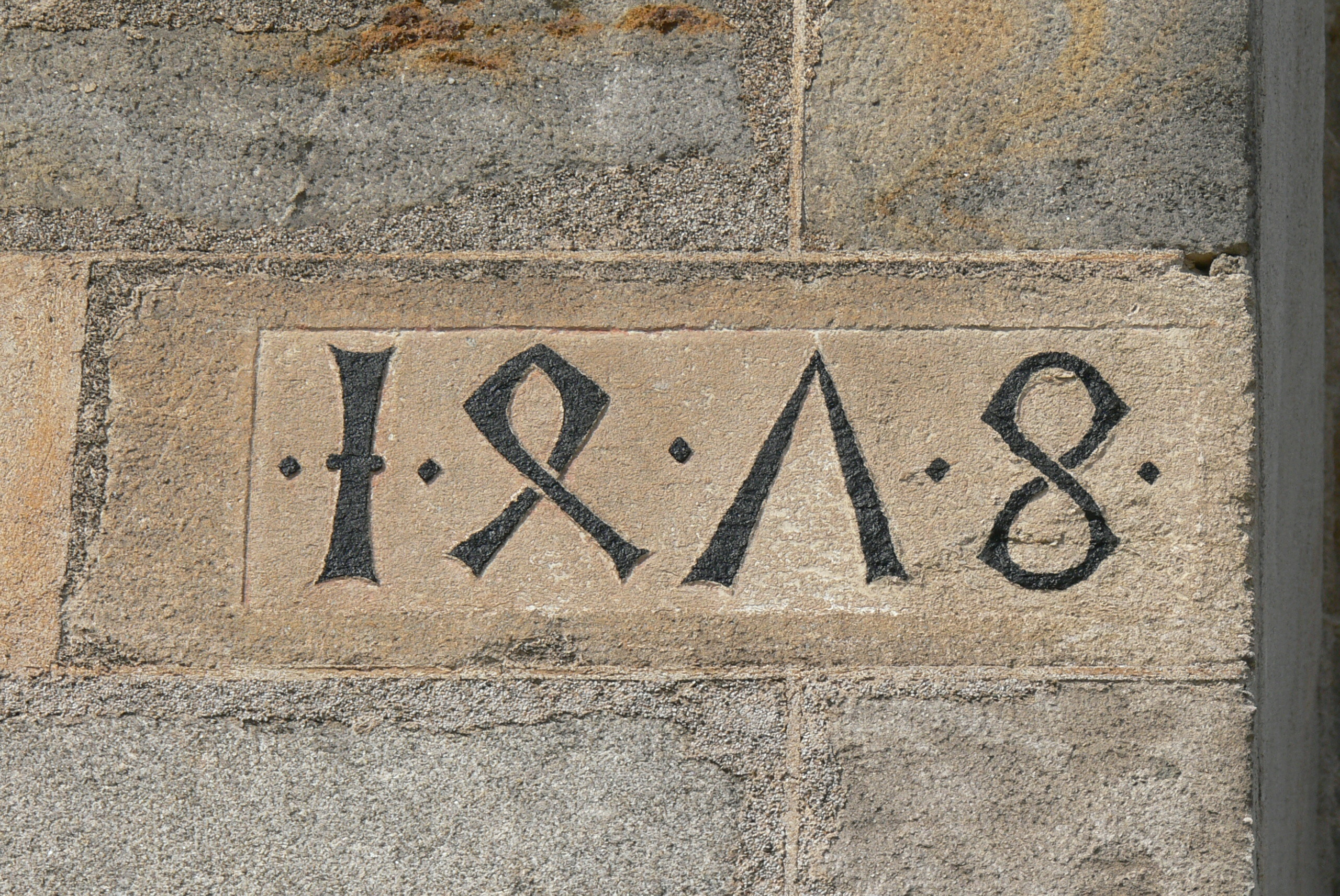
1478 – Jahreszahl an der St.-Laurenz-Basilica in Enns, Oberösterreich

## Geboren

### Geburtsdatum gesichert
- 9. Januar: Konrad Pellikan, Schweizer Humanist, reformierter Theologe und Reformator († 1556)
- 15. Januar: Ashikaga Yoshizumi, 11. Shōgun des Ashikaga-Shōgunates in Japan († 1511)
- 3. Februar: Edward Stafford, 3. Duke of Buckingham, englischer Adeliger († 1521)
- 10. Februar: Wilhelm IV. von Henneberg, regierender Graf von Henneberg († 1559)
- 14. März: Anastasia von Brandenburg, Gräfin von Henneberg († 1534)
- 26. März: Hieronymus Emser, deutscher Theologe und Gegenspieler Luthers († 1527)
- 17. April: Giorgione, italienischer Maler († 1510)
- 26. Mai: Giulio de’ Medici, unter dem Namen Clemens VII. Papst († 1534)
- 22. Juni: Philipp I., König von Spanien († 1506)
- 28. Juni: Johann von Aragón und Kastilien, Prinz von Asturien, einziger Sohn der Katholischen Könige († 1497)
- 2. Juli: Ludwig V., Kurfürst von der Pfalz († 1544)
- 15. Juli: Barbara von Polen, Herzogin von Sachsen († 1534)
- 6. Dezember: Baldassare Castiglione, italienischer Autor und Diplomat († 1529)

### Genaues Geburtsdatum unbekannt
- um den 7. Februar: Thomas Morus, englischer Staatsmann (hingerichtet 1535)
- Elisabeth von Bayern, Herzogin von Bayern-Landshut († 1504)
- Katharina von Zimmern, Äbtissin des Fraumünsterklosters in Zürich († 1547)

### Geboren um 1478
- Francisco Pizarro, spanischer Eroberer († 1541)
- Sebastian von Rotenhan, deutscher Ritter, Kartograf und Humanist († 1534)

## Gestorben

### Erstes Halbjahr
- 6. Januar: Johann VIII. von Bourbon, Graf von Vendôme (* 1428)
- 6. Januar: Uzun Hasan, Herrscher der Turkmenen (* 1423)
- 1. Februar: Cristoforo della Rovere, Erzbischof von Tarentaise und Kardinal (* 1434)
- 18. Februar: George Plantagenet, 1. Duke of Clarence, Prinz von England, wegen Hochverrats hingerichtet (* 1449)
- 19. Februar: Marco Zoppo, italienischer Maler (* 1433)
- 19. März: Friedrich II., Herzog von Braunschweig-Lüneburg (* 1418)
- 13. April: Günther Zainer, deutscher Buchdrucker der Inkunabelzeit
- 14. April: Ulrich Schwarz, Ratsherr und Stadtpfleger in Augsburg (* 1422)
- 26. April: Giuliano di Piero de’ Medici, Florentiner Patrizier und Mitregent seines Bruders Lorenzo il Magnifico, Opfer der Pazzi-Verschwörung (* 1453)
- 26. April: Francesco de’ Pazzi, führender Pazzi-Verschwörer (* 1444)
- 26. April: Francesco Salviati, Erzbischof von Pisa, führender Pazzi-Verschwörer (* 1443)
- 28. April: Jacopo de’ Pazzi, florentinischer Bankier, führender Pazzi-Verschwörer (* 1423)
- 6. Mai: Andrea Vendramin, 71. Doge von Venedig (* um 1393)
- 20. Mai: Regula von Lichtenthal, Nonne im Zisterzienserinnenkloster Lichtenthal
- 12. Juni: Luigi III. Gonzaga, Markgraf von Mantua (* 1412)
- 16. Juni: Přemysl II., Herzog von Troppau, Mitglied des Breslauer Domkapitels (* 1423/25)

### Zweites Halbjahr
- 18. Juli: Michael Apostolios, griechischer Gelehrter (* um 1422)
- 1. August: Matthias von Rammung, Bischof von Speyer (* 1417)
- 4. August: Schwickart der Jüngere von Sickingen, Amtmann des kurpfälzischen Amtes Bretten
- 23. August: Johannes Pullois, franko-flämischer Komponist und Sänger (* vor 1430)
- 28. August: Donato Acciaiuoli, italienischer Philologe (* 1429)
- 28. August: Jolande von Frankreich, Regentin von Savoyen (* 1434)
- 1. September: Markus von Baden, Stiftsherr in Lüttich (* 1434)
- 17. Oktober: Ruprecht von Pfalz-Simmern, Bischof von Straßburg (* 1420)
- 17. Oktober: Wartislaw X., Herzog von Pommern-Wolgast (* um 1435)
- 25. Oktober: Katarina Kosača-Kotromanić, Königin von Bosnien (* 1424)
- 8. November: Ba’eda Mariam, Negus von Äthiopien (* 1448)
- 12. Dezember: Johannes Mentelin, deutscher Buchdrucker und Buchhändler (* um 1410)
- 20. Dezember: Johann V. von Venningen, Bischof von Basel

### Genaues Todesdatum unbekannt
- Dietrich VI., Graf von Limburg-Broich
- Georg Gmünder, Schweizer Bürgermeister (* 1391)
- Lorenz Grove, deutscher Bildhauer, Erz- und Rotgießer
- Weiprecht III. von Helmstatt, Reichsritter und Vogt (* 1392)